# Luminescence (X-Files)
Luminescence (Medusa) est le 12e épisode de la saison 8 de la série télévisée X-Files. Dans cet épisode, Scully et Doggett tentent d'élucider des morts mystérieuses dans les tunnels du métro de Boston.

## Résumé
Dans le métro de Boston Un policier en civil est sur le point de procéder à une arrestation quand la rame dans laquelle il se trouve s'approche d'une station. Il y a des éclairs de lumière et des hurlements, et quand des passagers entrent dans la rame, ils découvrent le cadavre du policier, défiguré et un bras rongé jusqu'à l'os. Scully et Doggett, arrivés pour mener l'enquête, sont accueillis fraîchement par la police du métro, qui les presse d'agir rapidement car le trafic du métro doit reprendre dans cinq heures. Doggett se joint à un groupe chargé de descendre dans les tunnels tandis que Scully reste au centre de commandes.

## Distribution
- Gillian Anderson : Dana Scully
- Robert Patrick : John Doggett
- Vyto Ruginis : le lieutenant Bianco
- Penny Johnson Jerald : le docteur Hellura Lyle
- Brent Sexton : Steven Melnick
- Judith Scott : le docteur Kai Bowe
- Adam Gordon : l'officer Philbrick
- Bill Jacobson : le voleur
- Ken Jenkins : l'inspecteur Karras

## Accueil

### Audiences
Lors de sa première diffusion aux États-Unis, l'épisode réalise un score de 8,2 sur l'échelle de Nielsen, avec 12 % de parts de marché, et est regardé par 13,80 millions de téléspectateurs.

### Accueil critique
L'épisode obtient des critiques plutôt favorables. Le site Le Monde des Avengers lui donne la note de 3/4. Zack Handlen, du site The A.V. Club, lui donne la note de B-. John Keegan, du site Critical Myth, lui donne la note de 7/10.
Dans leur livre sur la série, Robert Shearman et Lars Pearson lui donnent la note de 2,5/5. Paula Vitaris, de Cinefantastique, lui donne la note de 1,5/4.